# Evan Longoria
Evan Michael Longoria, Spitzname Longo, (* 7. Oktober 1985 in Downey, Kalifornien) ist ein US-amerikanischer Baseballspieler der San Francisco Giants in der Major League Baseball (MLB). Longoria wurde im MLB Draft 2006 von den Tampa Bay Rays verpflichtet, machte 2008 sein Debüt und spielte dort bis 2017 auf der dritten Base, ehe er im Jahr darauf an die Pazifikküste wechselte.
Longoria gewann 2008 den Rookie of the Year Award der American League. Er gilt als einer der besten Runs-Batted-In-Hitter der Liga: er brauchte nur 135 Spiele, um seinen 100. Teamkameraden nach Hause zu schlagen, was unter noch aktiven Spielern die drittniedrigste Zahl ist.
In seiner noch kurzen Karriere konnte er 2009 mit dem Gewinn eines Gold Gloves für besondere Defensivleistungen weitere Erfolge erreichen. Longoria wurde in seinen drei MLB-Jahren jeweils in das All-Star-Game für die American League berufen.
Longoria ist öfter aufgrund seiner Namensähnlichkeit zur Schauspielerin Eva Longoria Ziel von gutmütigem Spott.
Am letzten Spieltag der Saison 2012 beim 4:1-Sieg über die Baltimore Orioles gelangen ihm drei Home Runs bei drei Schlagversuchen. An einem letzten Spieltag gelang dies nur noch Gus Zernial Chicago White Sox (1950) und Dick Allen Philadelphia Phillies (1968). Er hat jetzt bereits zum sechsten Mal an einem letzten Spieltag einen Home Run geschlagen. Nur Stan Musial gelang dies ebenso.